# Passiflora carnosisepala
Passiflora carnosisepala är en passionsblomsväxtart som beskrevs av P. Jørg. Passiflora carnosisepala ingår i släktet passionsblommor, och familjen passionsblomsväxter. Inga underarter finns listade i Catalogue of Life.